# Carreghofa Castle
Carreghofa Castle ist eine Burgstelle in Powys in Wales. Die als Scheduled Monument geschützte Stelle liegt westlich des Dorfes Llanymynech.
Die Burg wurde 1101 von Robert of Bellême errichtet. Robert unterstützte den Thronanspruch von Robert Curthose, der sich jedoch gegen seinen Bruder Heinrich I. nicht durchsetzen konnte. Als Robert sich Heinrich nicht unterwarf, eroberte Heinrich 1102 Roberts englische Besitzungen und Burgen, darunter auch Carreghofa Castle. Heinrich II. besetzte die Burg 1159, doch wurde sie 1163 von den Fürsten von Powys Owain Cyfeiliog und Owain Fychan erobert. Während eines Feldzugs nach Wales von Heinrich II. wurde die Burg bereits 1165 von den Anglonormannen zurückerobert. 1187 war sie wieder im Besitz von Owain Fychan, der in der Burg während eines nächtlichen Überfalls von Gwenwynwyn und Cadwallon, zwei Söhnen von Owain Cyfeiliog getötet wurde. 
1193 pachtete der Jude Joseph Aaron eine Silbermine bei der Burg. Der Betrieb der Mine wurde im Juni 1194 aufgenommen, weshalb die Burg zum Schutz der Mine von einer englischen Garnison besetzt und mit einer steinernen Ringmauer befestigt wurde. Das Silber wurde zur Münze nach Shrewsbury gebracht, doch die Mine erbrachte nicht die erhofften Erträge, so dass der Bergbau bereits im Juli 1195 wieder eingestellt wurde. 1197 übergab Gwenwynwn den Engländern den gefangen genommenen Gruffydd ap Rhys, den ältesten Sohn von Lord Rhys und erhielt dafür im Gegenzug die Burg. Nach dem Sturz von Gwynwynwyn wurde die Burg 1212 von dem englischen Statthalter Robert de Vieuxpont erneuert. Vermutlich wurde sie in den 1230er Jahren während der Kriege von Llywelyn ap Iorwerth zerstört und nicht wieder aufgebaut.
Von der Burg sind nur noch geringe Geländereste erhalten. Vermutlich bestand die Burg aus einem rechteckigen Ringwall, dessen Erd- und Holzbefestigungen gegen Ende des 12. Jahrhunderts durch eine steinerne Ringmauer ersetzt wurden. Heute sind von der Burg nur noch die Reste einer dreieckigen, 26 mal 14 m großen Wallanlage erhalten, die an der dritten Seite nach Westen steil zum River Tanat abfällt.